# 西内勇二
西内 勇二（にしうち ゆうじ、1994年5月22日 - ）は、日本の元ラグビー選手。

## プロフィール
- 福岡県出身[1]。
- ポジションはプロップ(PR)。
- 身長 180cm、体重 108kg
- ニックネームはユージ。
- 西内ひろ（タレント）と西内まりや（女優・歌手）の姉妹はいとこにあたる[2]。兄は元ラグビー選手の西内勇人。

## 略歴
2013年、東福岡高校卒業後、法政大学に入学する。なお東福岡高校時代、高校日本代表候補に選ばれたことがある。
2016年、法政大学ラグビー部の副将に就任した。
2017年、法政大学卒業後、ヤマハ発動機ジュビロに加入。同年12月9日に行われたジャパンラグビートップリーグ第11節のコカ・コーラレッドスパークス戦に途中出場で公式戦初出場を果たす。
2021年、現役を引退した。